# Мендоса, Альваро де
Альваро Эухенио де Мендоса Кааманьо-и-Сотомайор (исп. Álvaro Eugenio Mendoza Caamaño y Sotomayor; 14 ноября 1671, Мадрид, королевство Испания — 23 января 1761, там же) — испанский кардинал. Титулярный архиепископ Фарсало с 20 января 1734 по 10 апреля 1747. Патриарх Западной Индии с 20 января 1734 по 23 января 1761. Кардинал-священник с 10 апреля 1747.